# Ahmet Adnan Saygun
 (juillet 2015).
Si vous disposez d'ouvrages ou d'articles de référence ou si vous connaissez des sites web de qualité traitant du thème abordé ici, merci de compléter l'article en donnant les références utiles à sa vérifiabilité et en les liant à la section « Notes et références ».
Ahmet Adnan Saygun, né le 7 septembre 1907 à Izmir et mort le 6 janvier 1991 à Istanbul, est un des principaux compositeurs turcs du XXe siècle.

## Biographie
Adnan Saygun étudie à la Schola Cantorum de Paris les techniques de composition de la musique européenne, sous la direction du théoricien Eugène Borrel et sous l'enseignement de Vincent d'Indy. Kemal Atatürk, le prie de se rendre en France entre 1928 et 1931 dans le but d'établir des relations étroites sur le plan culturel avec les pays de l'Europe de l'Ouest. Il porte et développe un intérêt intense et un connaissance pour la musique folklorique dans son pays.

## Principales compositions
Son œuvre est abondante et dans des styles très variés, Adnan Saygun compose dans différents genres musicaux :
- Opéras : Özsoy, Taşbebek, Kerem, Köroğlu, Gılgameş
- Ballets. Bir Orman Masalı (Conte de la forêt), Légende de Kumru.
- Œuvres orchestrales : Divertimento, Livre d'İnci (arrangement symphonique), Suites, danse magique, Halay, cinq Symphonies, Danse rituelle, Variations pour Orchestre.
- Œuvres chorales : Ağıtlar, Kızılırmak Türküsü (chansons folkloriques pour soprano), Masal, Cantate, Geçen Dakikalarım, Türkü (chansons folkloriques), Oratorio Yunus Emre, Médiations, Épopées sur Atatürk et l’Anatolie.
- Concertos : Pour piano, violon, alto, violoncelle.
- Musique de chambre : Sezişler (deux clarinettes), Quartette de percussions, Sonates (piano, violoncelle, violon), Quartettes de cordes, Quintettes, Quintettes pour instruments à vent, Préludes pour deux harpes, Trios, chansons folkloriques.
- Partitas : Pour violoncelle, violon
- Piano : Suites, Sonatine Op.25 d'Anatolie, Etudes, Préludes, Ballades, Poèmes, Sonates.

Chant
- Chanson folklorique Op.5 Manastır Türküsü, Op.7 Çoban Armağanı, Op.18 Dağlardan Ovalardan, Op.22 Bir Tutam Kekik, Impressions Op.42 voix de femmes.
- Chant et piano Trois Ballades, quatre Mélodies